# شبه منحرف مماسي

شبه منحرف مماسي.

في الهندسة الإقليدية، شبه المنحرف المماسي، يُطلق عليه أيضًا شبه المنحرف المقيّد، هو شبه منحرف تكون أضلاعه الأربعة جميعها مماسًا لدائرة داخل شبه منحرف: الدائرة المحورية أو المنقوشة. إنها حالة خاصة لشكل رباعي مماسي يكون فيه زوج واحد على الأقل من الأضلاع المتقابلة متوازيًا. أما بالنسبة لأشكال شبه المنحرف الأخرى، فيسمى الأضلاع المتوازية القواعد والجانبان الآخران بالأرجل. يمكن أن تكون الأرجل متساوية (انظر شبه منحرف متساوي الساقين أدناه)، لكن لا يجب أن تكون كذلك.

## حالات خاصة
أمثلة على شبه المنحرف المماسي هي المعينية والمربعات.

## التوصيف
إذا كانت الدائرة مماسًا للجانبين AB وCD عند W وY على التوالي فإن الشكل الرباعي المماسي ABCD يكون أيضًا شبه منحرف بجوانب متوازية AB وCD إذا وفقط إذا :Thm. 2
{\displaystyle AW\cdot DY=BW\cdot CY}
و AD وBC هما الأضلاع المتوازية لشبه منحرف إذا وفقط إذا
{\displaystyle AW\cdot BW=CY\cdot DY.}

## المساحة
يمكن تبسيط صيغة مساحة شبه المنحرف باستخدام نظرية بيتوت للحصول على صيغة لمساحة شبه منحرف مماسي. إذا كان للقواعد أطوال a وb، وكان طول أي من الجانبين الآخرين c، فإن المساحة K تُعطى بواسطة الصيغة (يمكن استخدام هذه الصيغة فقط في الحالات التي تكون فيها القواعد متوازية).
{\displaystyle K={\frac {a+b}{|b-a|}}{\sqrt {ab(a-c)(c-b)}}.}
ويمكن التعبير عن المنطقة من حيث أطوال الظل e، f، g، h كما :p.129
{\displaystyle K={\sqrt[{4}]{efgh}}(e+f+g+h).}

## نصف القطر
باستخدام نفس الرموز الخاصة بالمساحة يكون نصف القطر في الدائرة
{\displaystyle r={\frac {K}{a+b}}={\frac {\sqrt {ab(a-c)(c-b)}}{|b-a|}}.}
قطر الدائرة يساوي ارتفاع شبه المنحرف العرضي.
يمكن أيضًا التعبير عن نصف القطر من حيث أطوال الظل مثل:p.129
{\displaystyle r={\sqrt[{4}]{efgh}}.}
علاوة على ذلك إذا كانت أطوال الظل e وf وg وh تنبثق على التوالي من الرؤوس A وB وC وD وAB موازية للتيار المستمر فإن
{\displaystyle r={\sqrt {eh}}={\sqrt {fg}}.}

## خصائص المنحدر
إذا كانت الدائرةُ مماسًا للقواعدِ عند P وQ، فإن P وI وQ على خط واحد حيث I هو المَركز.
الزاويتان AID وBIC في شبه منحرف مماسي ABCD، مع القاعدتين AB وDC، هما زاويتان قائمتان.
يقع المركز على الوسيط (يُطلق عليه أيضًا الجزء الأوسط؛ أي الجزء الذي يربط بين نقاط المنتصف في الساقين).

## خصائص أخرى
متوسط (الجزء الأوسط) من شبه المنحرف المماسي يساوي ربعَ محيط شبه المنحرف. كما أنّه يساوي نصفَ مجموع القواعد كما هو الحال في جميع أشباهِ المنحرف.
إذا تم رسم دائرتين يتطابق قطر كل منهما مع أرجل شبه منحرف مماسي، فإن هاتين الدائرتين تكونان مماسًا لبعضهما البعض.

## شبه منحرف مماسي أيمن

شبه منحرف عرضي أيمن.

شبه المنحرف المماسي الأيمن هو شبهُ منحرفٍ مماسيٍّ حيث تكون زاويتان متجاورتان قائمتين. إذا كانت القاعدتان ذات أطوال a وb، فإن نصف القطر يكون
{\displaystyle r={\frac {ab}{a+b}}.}
وبالتالي فإن قطر الدائرة هو الوسط التوافقي للقواعد.
شبه المنحرف المماسي الأيمن له مساحة
{\displaystyle \displaystyle K=ab}
ومحيطه P هو
{\displaystyle \displaystyle P=2(a+b).}

## شبه منحرف مماسي متساوي الساقين

كل شبه منحرف مماسي متساوي الساقين هو ثنائي المركز.

شبه المنحرف المماسي متساوي الساقين هو شبه منحرف مماسي حيث تكون الأرجل متساوية. نظرًا لأن شبه المنحرف متساوي الساقين دائري، فإن شبه المنحرف المماسي متساوي الساقين هو رباعي الأضلاع ثنائي المركز. أي أنه يحتوي على دائرة ودائرة محيطة.
إذا كانت القاعدتان a وb، فسيتم إعطاء نصف القطر بواسطة
{\displaystyle r={\tfrac {1}{2}}{\sqrt {ab}}.}
كان اشتقاقُ هذه الصيغة مشكلة سانغاكو بسيطة من اليابان. من نظرية بيتوت يترتب على ذلك أن أطوال الأرجل نصف مجموع القواعد. نظرًا لأن قطرَ الدائرةِ هو الجذر التربيعي لمنتج القواعد، فإن شبهَ المنحرفِ المماسي متساوي الساقين يعطي تفسيرًا هندسيًا لطيفًا للمتوسطِ الحسابي والمتوسطِ الهندسي للقواعد مثل طول الساق وقطر الدائرة على التوالي.
المِنطقة K لشبهِ منحرفٍ مماسي متساوي الساقين مع القاعدتين a وb تُعطى بِواسِطة
{\displaystyle K={\tfrac {1}{2}}{\sqrt {ab}}(a+b).}